# Colaspidema
Colaspidema é um gênero de artrópode pertencente à família Chrysomelidae.

## Espécies
- Colaspidema barbarum Fabricius, 1801
- Colaspidema dufouri Perez, 1865
- Colaspidema sophiae Schaller, 1783